# Antic Banco Hispano Americano
L'Antic Banco Hispano Americano és un edifici dels anys 1950 situat al Passeig de Gràcia, 38-40 de Barcelona, inclòs a l'Inventari del Patrimoni Arquitectònic de Catalunya. Des del 2009 allotja l'Hotel Mandarin Oriental.

## Història
A finals del segle xix hi havia la seu del Círculo Ecuestre, fundat el 1856. Durant la Guerra Civil espanyola, l'edifici va patir greus desperfectes, la qual cosa els va empényer a traslladar-se a la Casa Pérez Samanillo (Diagonal-Balmes), on encara es troba actualment. Posteriorment va ser ocupat per la Jefatura Provincial del Movimiento.
El 1952 es procedí a l'enderrocament del vell edifici, durant el qual es va produir un ensorrament que va sepultar dos treballadors, que van poder ser rescatats amb vida. L'any següent va començar la construcció de la nova seu del Banco Hispano Americano, projectada per l'arquitecte basc Manuel Ignacio Galíndez, autor d'altres seus bancàries com la de la mateixa entitat a Bilbao (1949-1950).

### Hotel
El 2003, el Banco Santander Central Hispano (SCH) va vendre l'edifici a una cadena hotelera, que va obrir un concurs de projectes, guanyat pels arquitectes Carles Ferrater i Joan Trias de Bes. Els interiors foren dissenyats per Patricia Urquiola, i els jardins per Bet Figueras.

## Descripció

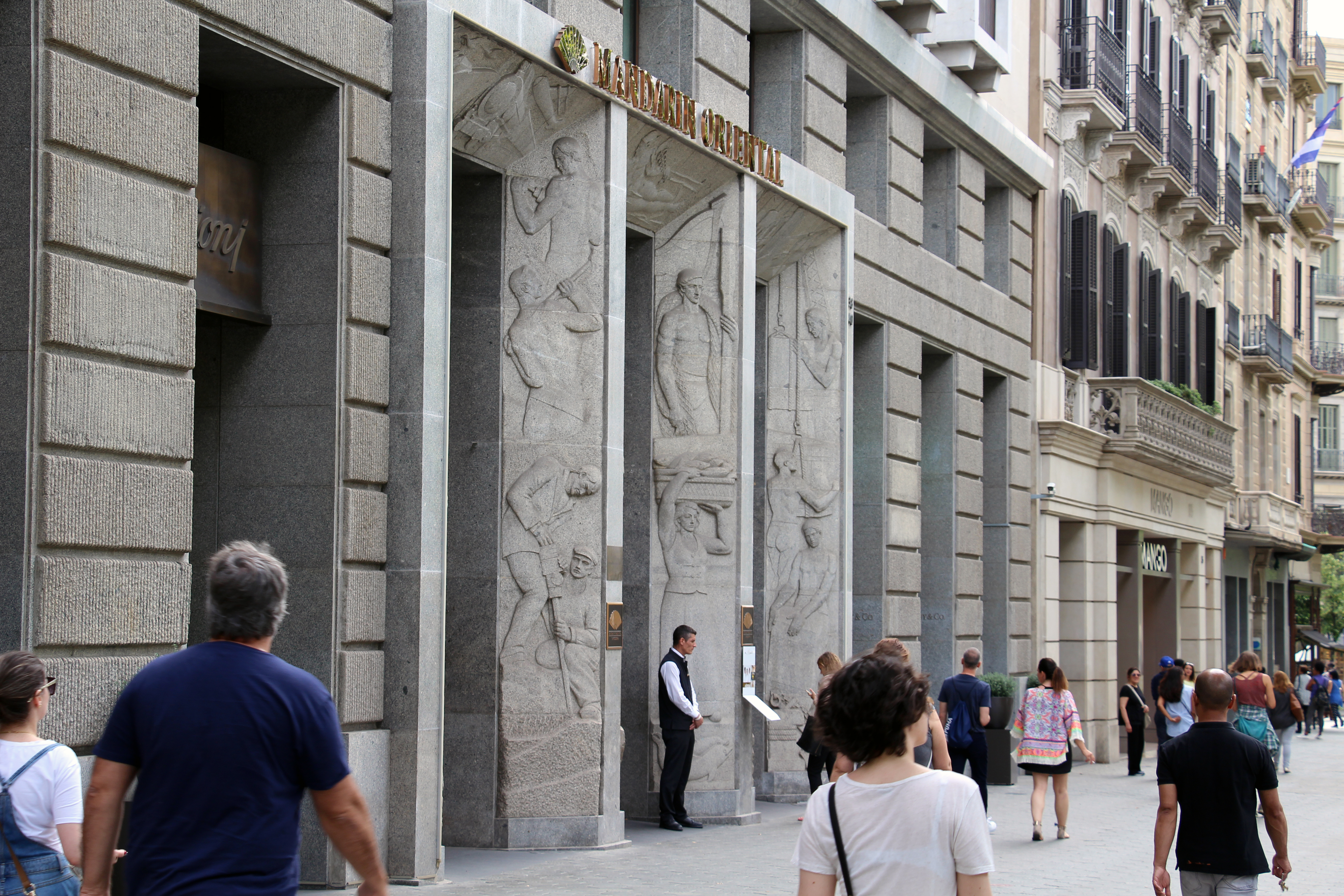
Triple porta amb els relleus de Frederic Marès i el porter de l'hotel

Es tracta d'un edifici de planta baixa, entresol i cinc pisos, amb un cos afegit de dos pisos a la part central. La composició de la façana és sòbria, i s'estructura en eixos verticals de finestres amb fusteria de bronze, i el coronament té una cornisa sostinguda amb permòdols. El parament és de pedra caliça llisa, llevat de la planta baixa i l'entresol, que té franges horitzontals.
Hi destaca la triple porta d'accés, amb relleus esculpits en granit per l'escultor Frederic Marès, que representen el món obrer, pagesos, mariners, trens, fàbriques, vaixells i avions, com una al·legoria a la banca com a impulsora de l'economia del país. Aquest programa iconogràfic ja el va fer servir en altres edificis bancaris, com la seu del Banco Zaragozano a Madrid i la del Banco de Vizcaya a la plaça de Catalunya, obra del mateix arquitecte.
Una de les zones més interessants del nou hotel és l'accés principal. Els arquitectes van voler desdibuixar-lo, obrint-hi un pòrtic i arribant al vestíbul a través d'una passarel·la ascendent, a mode d'escala imperial, que creua un celobert anomenat «Atri de llums». Aquest té una claraboia amb llum natural zenital, i artificial a través dels marcs geomètrics de les finestres dels passadissos que donen accés a les habitacions. El fet que els murs siguin totalment blancs, fa que augmenti més la sensació de lluminositat i claredat.